# Wadi Auja

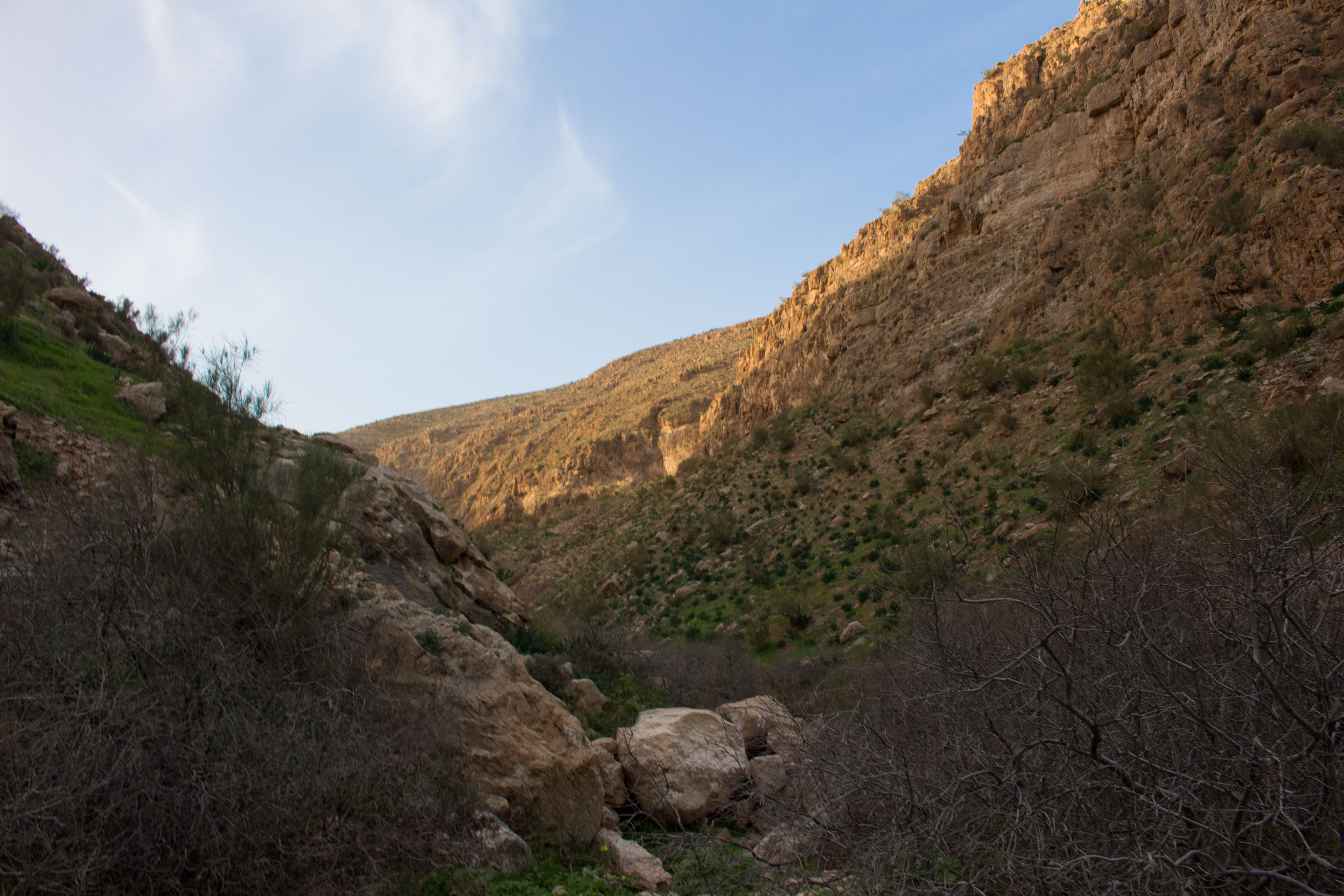
Defileul lui Wadi Auja, 2016

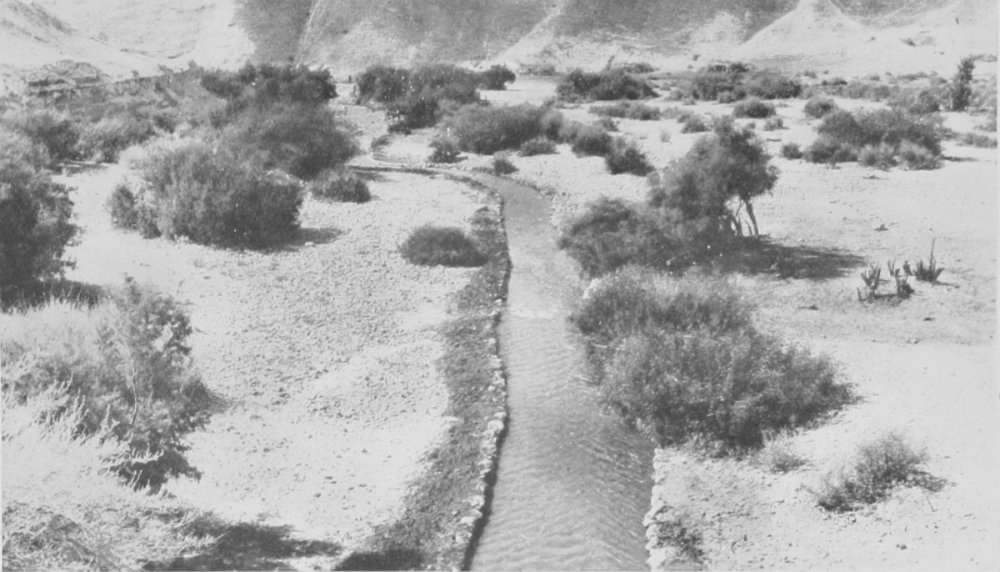
Wadi Auja, 1919

Wadi Auja (în arabă وادي العوجا‎), ortografiat și Ouja, cunoscut în ebraică ca Nahal Yitav (în ebraică נחל ייט"ב) este o vale sau un pârâu (în arabă وادي‎ wādī, „wadi”), în Cisiordania, originar din apropierea izvorului Ein Samia și care curge spre Al-Auja lângă Ierihon înainte de a se vărsa în râul Iordan.

## Istoric
Zona a fost ocupată de Israel în 1967.
Astăzi, Wadi Auja este un traseu folosit de excursioniști palestinieni. Este mai liniștită și mai izolată decât traseele populare de drumeție, cum ar fi Wadi Qelt. Wadi este folosit de mulți păstori beduini.